# Omphale gibsoni
Omphale gibsoni är en stekelart som beskrevs av Christer Hansson 2004. Omphale gibsoni ingår i släktet Omphale och familjen finglanssteklar. Inga underarter finns listade i Catalogue of Life.